# Ilya Bolotowski
Ilya Bolotowski (ur. 1907 w Petersburgu zm. 1981 w Long Island) – amerykański malarz i grafik rosyjskiego pochodzenia. Zaliczany jest do prekursorów stylu abstrakcyjnego XX wieku miasta Nowy Jork. Jego prace są poszukiwaniem filozoficznego ładu wyrażonego za pomocą kubizmu i abstrakcjonizmu geometrycznego. Twórczość Bolotowskiego bardzo cenił Piet Mondrian.

## Biografia i twórczość
W 1923 artysta wyemigrował do Stanów Zjednoczonych i zamieszkał w Nowym Jorku, gdzie uczęszczał do National Academy of Design. Razem z Louisem Schankerem, Adolphem Gottliebem, Markiem Rothko i Josephem Solmanem założyli artystyczne zrzeszenie Ten American Painters, które wyszło naprzeciw Akademii i mimo jej ostrych restrykcji organizowała niezależne wystawy.
W 1936 jego styl zwrócił się w kierunku abstrakcjonizmu geometrycznego. Był założycielem ruchu Amerykańskich Artystów Abstrakcyjnych, który koncentrował się na współpracy i promocji malarzy abstrakcjonistów, co zaowocowało zmianą pojmowania tego kierunku w sztuce społeczeństwem. Przez ten okres Bolotowski był pod wpływem Mondriana i doktryny neoplastycyzmu, popierał ten ruch, perspektywę idealnego porządku w sztukach wizualnych. Od tego czasu styl malarski Bolotowskiego zbliżył się bardzo właśnie do stylu jego mentora - jako środki wyrazu używane były głównie elementy geometryczne, linie poziome i pionowe a paleta barw zamknęła się do kolorów podstawowych. Mural jego autorstwa wykonany dla Williamsburg Housing Project, był jednym z pierwszych murali abstrakcyjnych zakończonych pod patronatem Federal Art Project.
Mimo precyzji i wyrazistości jaka charakteryzowała jego obrazy, zawsze podkreślał jak ważną rolę odgrywa intuicja w malowaniu obrazu. Od 1960 tworzył głównie kompozycje trójwymiarowe, często złożone z poziomych i pionowych, prostych pasów przecinających tło. Również od tego roku zaczął wykładać przedmioty humanistyczne i sztuki piękne na nowojorskim kampusie Southampton, na Long Island University.

## Wybrane dzieła
- Czarny diament
- Czerwień: niebieskie koło i blada żółć
- Czerwone koło
- Wibrujące koło
- Szare linie